# Gisant

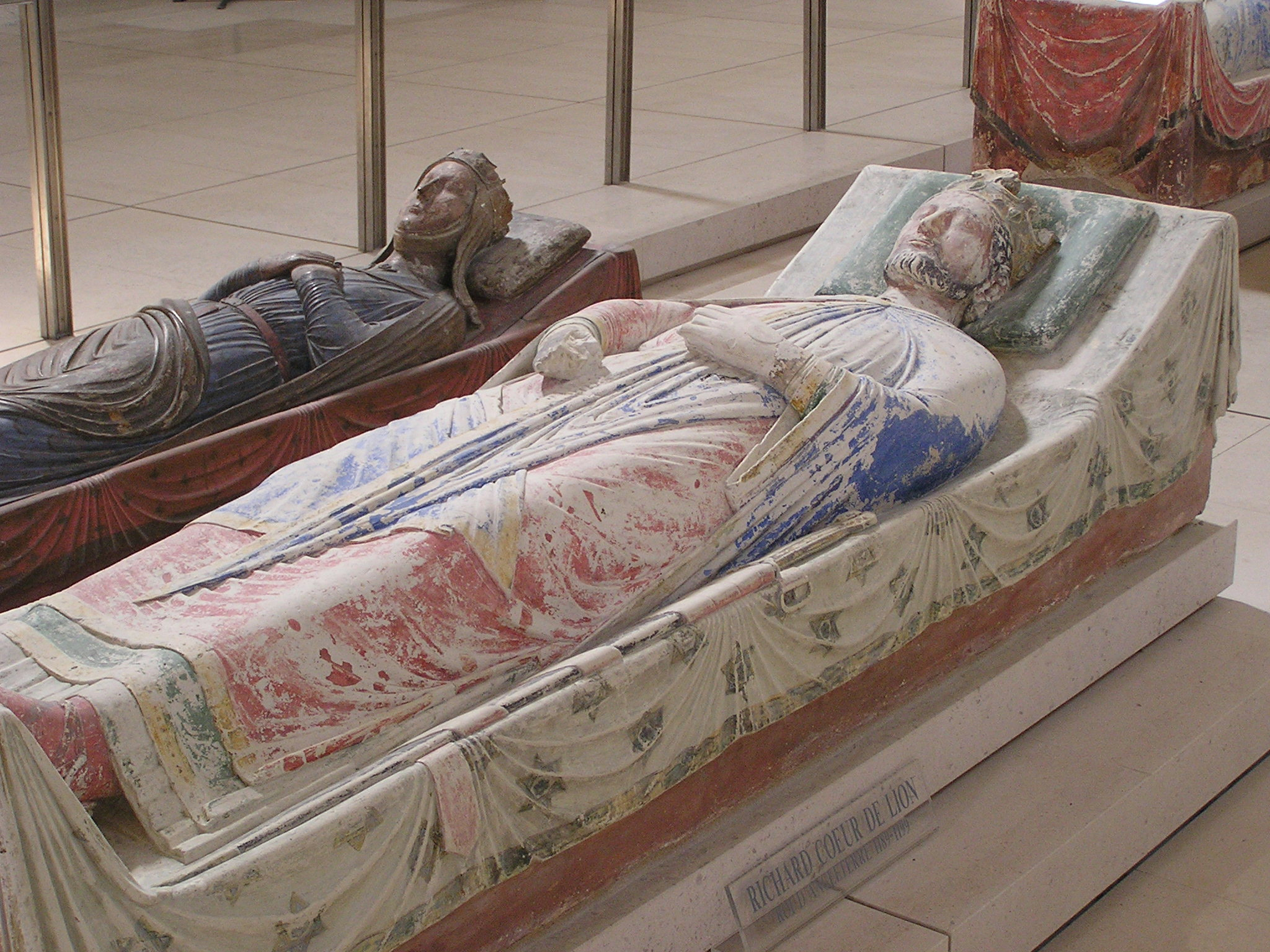
Gisants de Richard Cœur de Lion (au premier plan) et d'Isabelle d'Angoulême (au second plan) à l'abbaye de Fontevraud.

Un gisant est une sculpture funéraire de l'art chrétien représentant un personnage couché (par opposition à orant ou priant) généralement à plat-dos, vivant ou mort dans une attitude béate ou souriante (par opposition au transi), l'effigie étant habituellement placée sur le dessus d'un cénotaphe ou, plus rarement, d'un sarcophage.
C’est, lorsqu'il existe, l'élément principal de décoration d'un tombeau ou d'un enfeu. Les tombeaux à gisant peuvent être au ras du sol comme la plupart des pierres tombales mais ils sont le plus souvent sur un socle ou soubassement.
Par extension, un gisant gravé ou sculpté en bas ou demi-relief sur une dalle funéraire peut également représenter l'effigie d'un grand personnage.

## Étymologie
Gisant est le participe présent du verbe gésir : être couché, étendu (généralement malade ou mort). Le même verbe est employé dans la formule « ci-gît » (ici repose).

## Évolution du style
Le gisant est généralement associé à l'iconographie médiévale, mais il est une résurgence païenne antique, un débat historiographique existant pour savoir si le gisant médiéval s'inspire du gisant antique. Les gisants étrusques sont éveillés et sur leur séant. Les gisants romains sont représentés dans des attitudes de sommeil ou de convive, à demi-couché sur un « lectus triclinaris ».
Au Moyen Âge, les aristocrates français et anglais préfèrent l'embaumement au mos Teutonicus (technique funéraire d'excarnation), pratiquant pour certains une partition du corps (dilaceratio corporis, « division du corps » en cœur, entrailles et ossements) avec des sépultures multiples qui devient à partir du XIIIe siècle un privilège de la dynastie capétienne dans le royaume de France (majoritairement les rois, parfois les reines ou les proches). Cette dilaceratio permet la multiplication des cérémonies (funérailles du corps, la plus importante, puis funérailles du cœur et funérailles des entrailles) et des lieux (avec un tombeau de corps, un tombeau de cœur et un tombeau d'entrailles) où honorer le roi défunt. Pour chacun de ces tombeaux, on réalise un gisant différent : gisant d'entrailles pour le tombeau des viscères, gisant de cœur pour le tombeau du cœur, et gisant de corps pour le tombeau du reste du corps. On identifie un gisant d'entrailles par la présence d'un petit sac dans une main, et un gisant de cœur par la présence d'un petit cœur ou d'un petit sachet censé le contenir, sculpté dans la main gauche du personnage et posé sur son cœur.
Les gisants médiévaux les plus anciens, exécutés dans la pierre, représentent le personnage debout, comme en témoigne la manière dont tombe le plissé des vêtements. À partir du XIIIe siècle, ils sont parfois exécutés dans des matériaux plus précieux (bronze, cuivre doré ou émaillé).
Par la suite, le personnage est représenté couché, mais vivant, à plat-dos, à l'exception des chevaliers anglais des XIIIe siècle et XIVe siècle représentés « en mouvement » (couchés sur le flanc, jambes croisées et dégainant leur épée).
Aux XIIe et XIIIe siècles, beaucoup de tombes sont encore abstraites, portant seulement, par exemple, une croix processionnelle et des feuillages. Lorsque des gisants sont sculptés, ils gardent les yeux ouverts et sont dans l'attente sereine du jugement dernier, leur attitude rappelant celle de personnes vivantes, ce qui suggère une foi chrétienne robuste en la résurrection de la chair à cette époque. Les bras, d'abord le long du corps, sont de plus en plus croisés et les mains jointes, indice d'une participation à la communion des saints. Les sculpteurs inventent le sourire au XIIIe siècle. Vers le milieu du XIVe siècle, les sculpteurs ferment leurs yeux, leur donnant l'apparence du sommeil mais pas de la mort. Au cours du dernier tiers du XIVe siècle, on représentera des cadavres réalistes, les transis avec leurs têtes posées sur un coussin. Originalité du XVIe et XVIIe siècles, le demi-gisant (appelé aussi accoudé), qui s'appuie sur l'un de ses bras, s'inspire de la statuaire étrusco-romaine. À partir du XVIIe siècle, le gisant tend à disparaître au profit de l'orant.

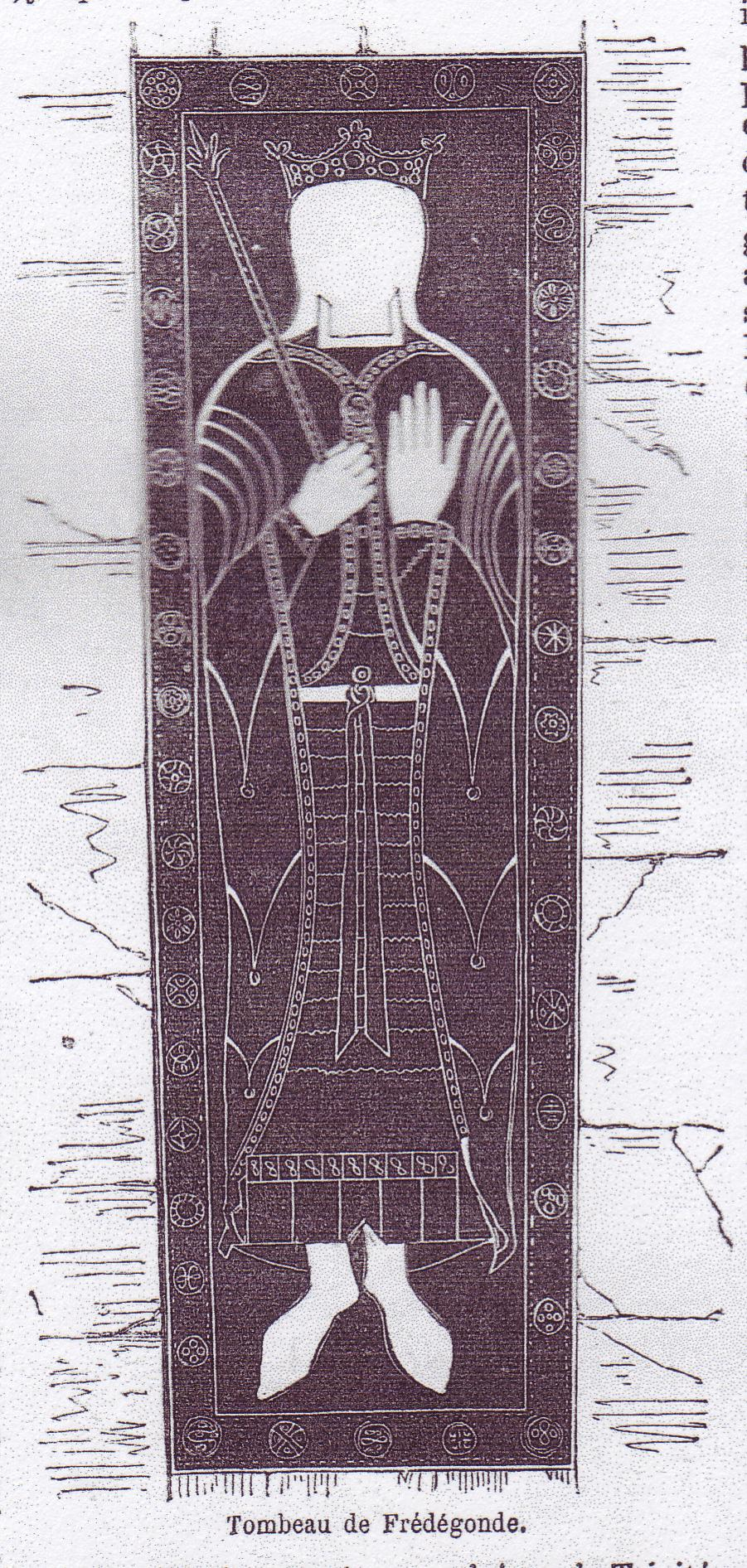
VIe siècle : gisant gravé sur dalle funéraire (Frédégonde)
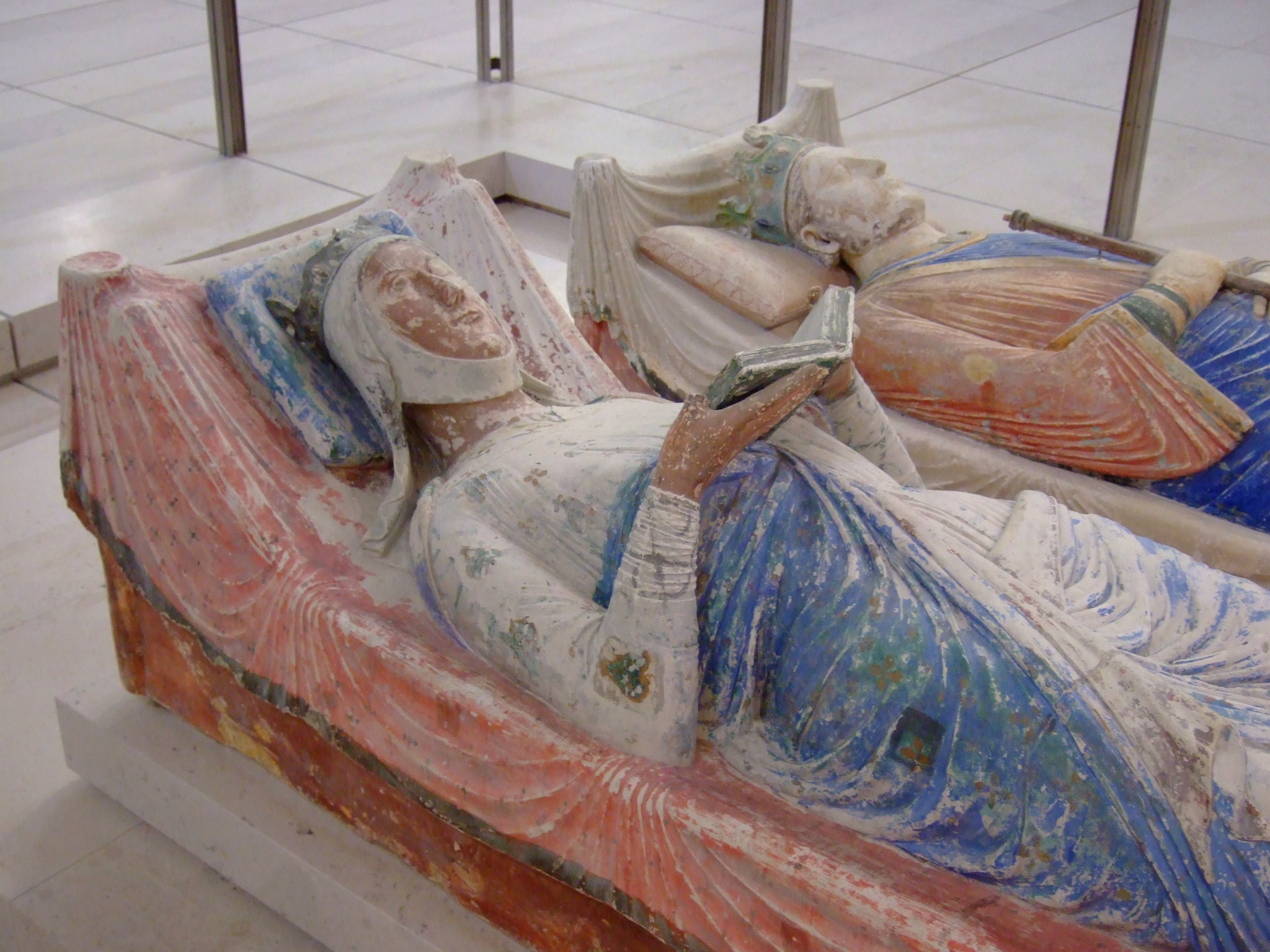
XIIIe siècle : gisant couché (Aliénor d'Aquitaine)
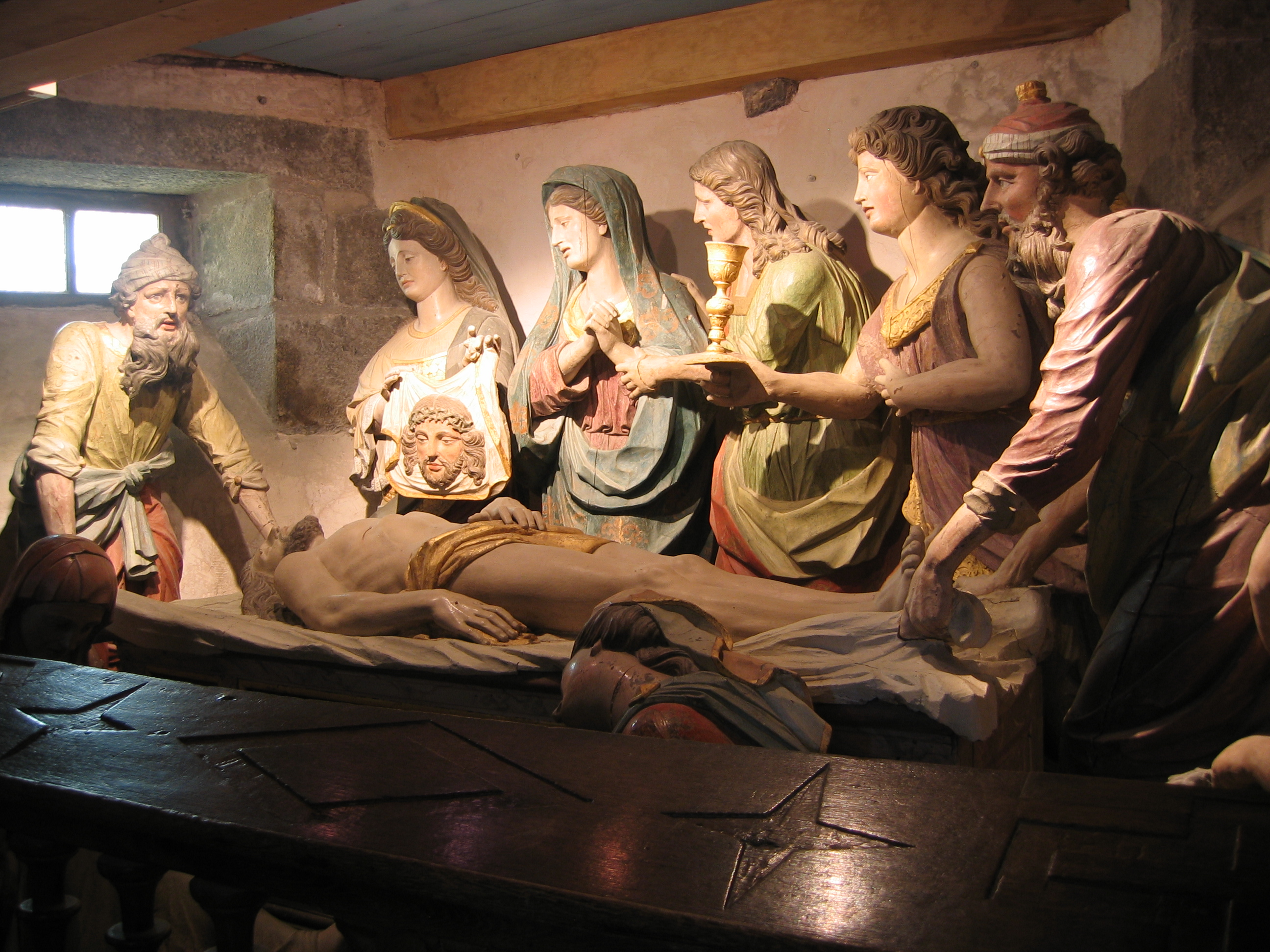
XVIIIe siècle : gisant réaliste (Mise au tombeau du Christ)
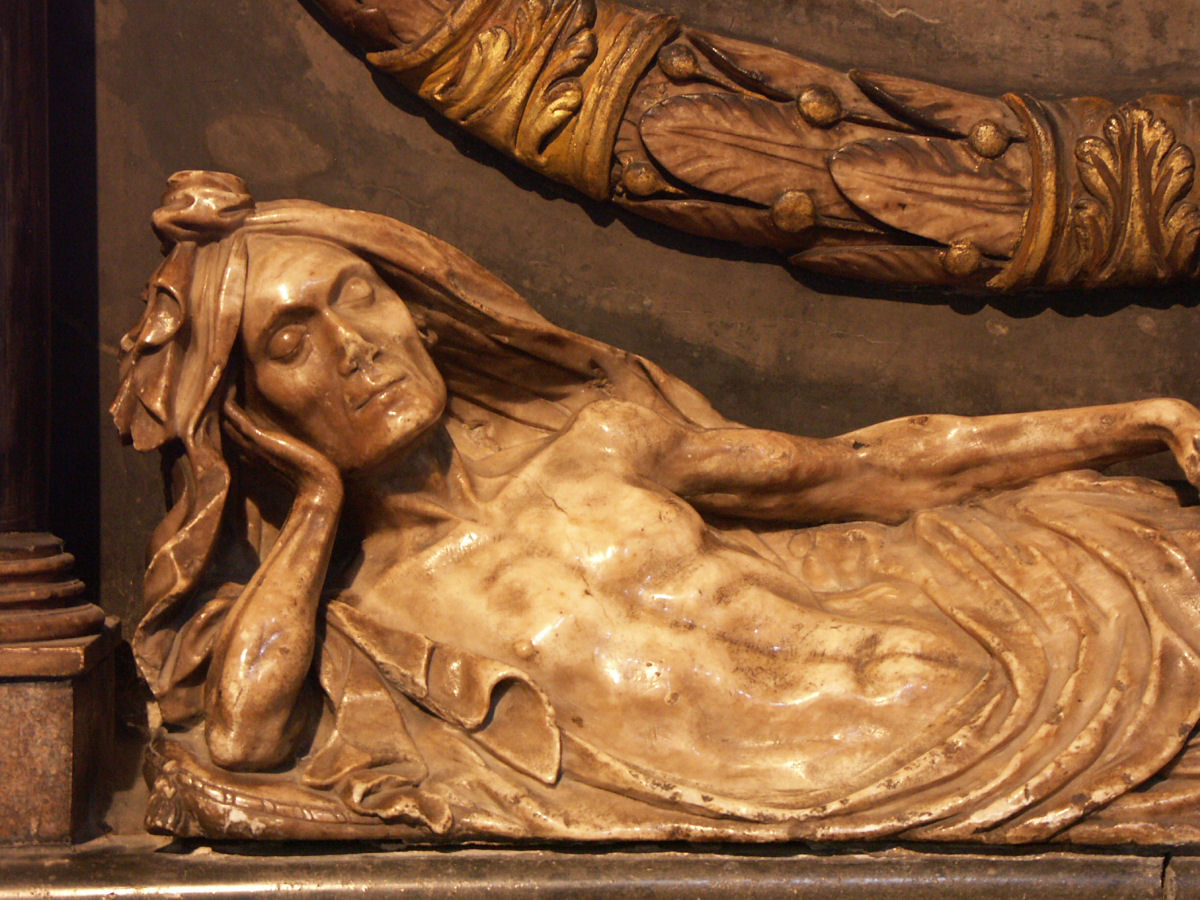
Demi-gisant XVIIe siècle

Le gisant peut représenter soit le personnage lui-même, habituellement dans une habitude pieuse (joignant les mains, comme pour prier, ou lisant un livre saint), royale (une main tenant le sceptre royal) ou se reposant, ou même le Christ.

## Exemples de gisants

### XIesiècle
- Gisant sur le tombeau du duc d’Aquitaine Guillaume VIII (1027-1086)

### XIIesiècle
- Gisant de pierre de Sibylle de Jérusalem (ou de Lusignan), sœur de Baudouin IV, comte de Namur et roi de Jérusalem, dans l'église de Namêche (Belgique). Sur cette pierre tombale, on peut lire l'inscription suivante : « Yci reposent les ossements de Sybille de Lusignant qui fut del lignaige del rey de Iérusalem, décédée en l'an 1187 Priez Deus por l'ame».
- Gisants de l'abbaye de Fontevraud :
  - Henri II Plantagenêt (1133-1189)
  - Richard Cœur de Lion (1157-1199)[12]
- Gisants de la cathédrale de Rouen
  - Hugues III d'Amiens, premier abbé de Reading en Angleterre, puis archevêque de Rouen
- Gisants de la collégiale Notre-Dame-et-Saint-Laurent d'Eu
  - Laurent O'Toole, archevêque de Dublin

### XIIIesiècle

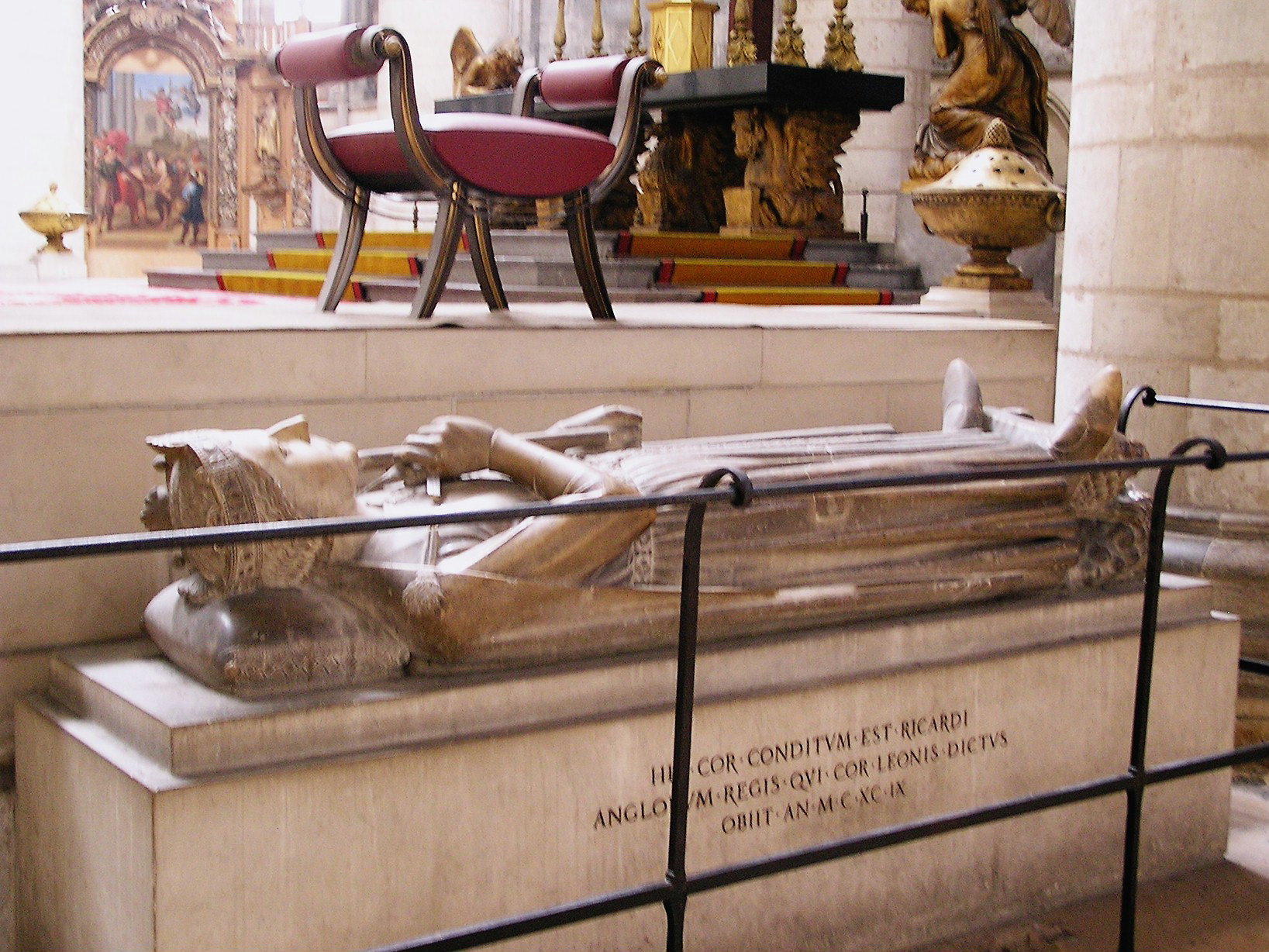
Gisant de Richard Cœur de Lion à Rouen

- Gisants de la cathédrale Notre-Dame d'Amiens
  - Gisant en bronze d'Évrard de Fouilloy
  - Gisant en bronze de Geoffroy d'Eu
  - Gisant de Gérard de Conchy
- Gisants de la cathédrale Notre-Dame de Rouen
  - Richard Cœur de Lion (1157 - 1199)[13]
  - Henri le Jeune, son frère aîné
- Gisants de l'abbaye de Fontevraud :
  - Aliénor d'Aquitaine (1122-1204) : gisant couché en tuffeau polychrome, représentée à une trentaine d’années, coiffée de la couronne royale, avec pour la première fois en Occident médiéval le thème de la femme lectrice (lisant probablement un psautier)
  - Isabelle d'Angoulême (1188-1246)

### XIVesiècle
- Cathédrale Notre-Dame d'Amiens :
  - Gisant de Simon de Gonçans
  - Gisant de Thomas de Savoie
  - Gisant de Jean de La Grange
- Eu

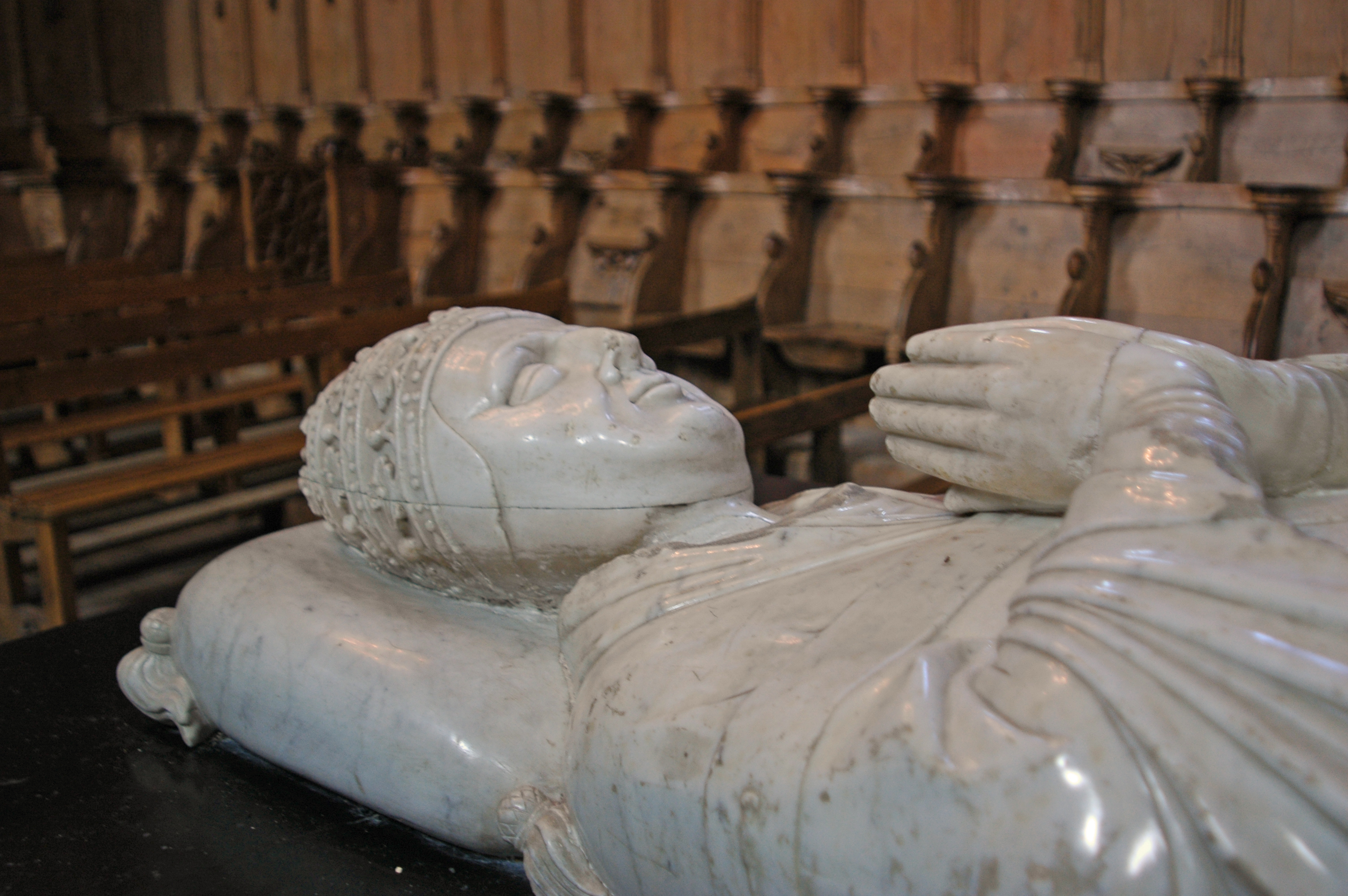
Les plis du vêtement du gisant de Clément VI illustrent que la majorité des gisants de cette époque ne sont pas sculptés allongés, mais debout.

  - Gisant d'Isabelle d'Artois dans la collégiale
- Ploërmel
  - Gisants en marbre blanc des ducs Jean II (?-1305) et Jean III (1286-1341) de Bretagne, aujourd'hui dans l'église Saint-Armel

- Cathédrale Notre-Dame de Rouen
  - Gisant de Guillaume Longue-épée

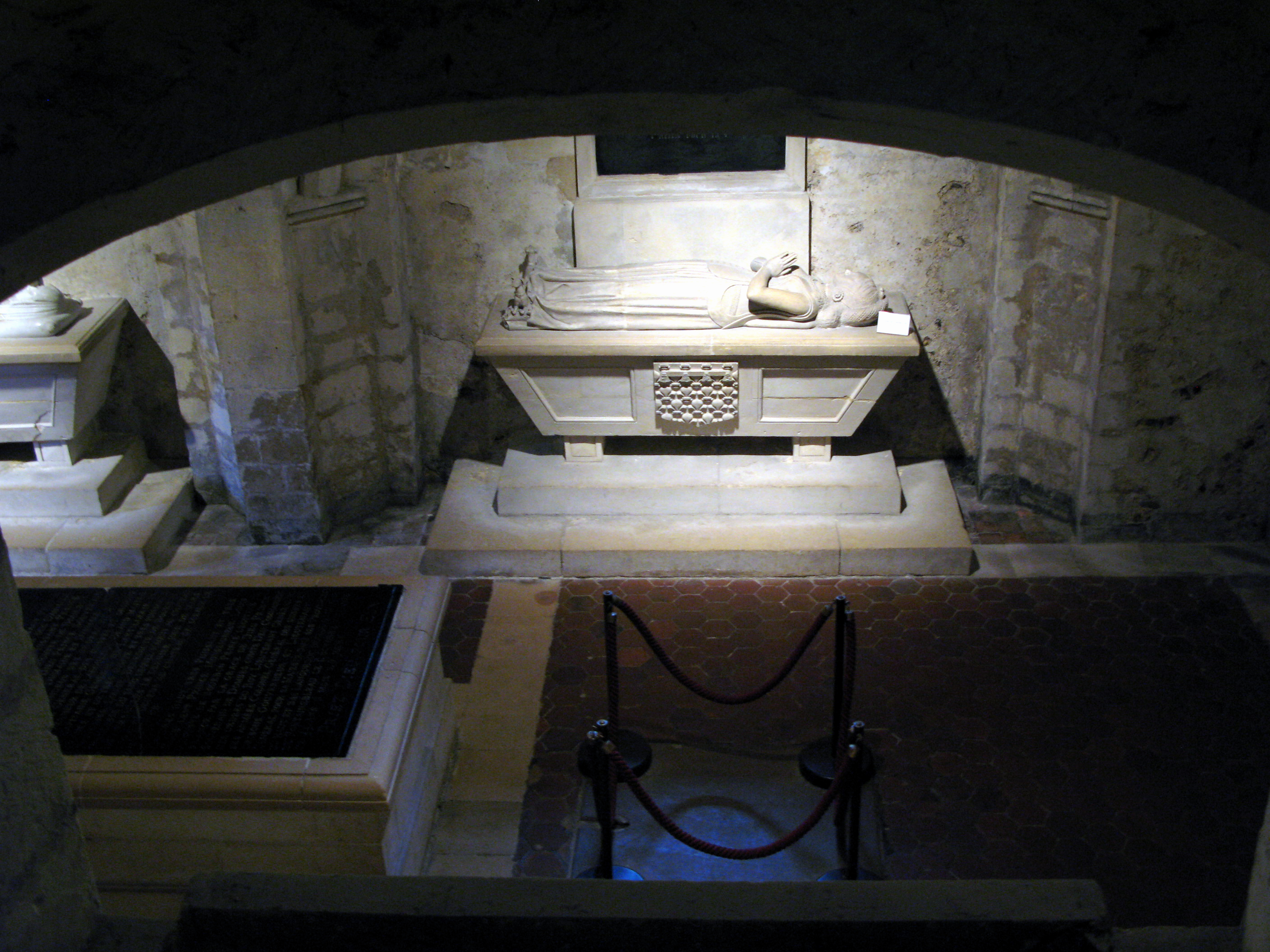
Gisant d'Isabelle d'Artois à Eu

- Gisant de Jeanne d'Évreux (1307-1371), reine de France, un des premiers personnages à s'être soucié de son vivant de faire exécuter le gisant de son futur tombeau
- Saint-Gildas-de-Rhuys :
  - Gisant en granite de Jeanne (?-1388), héritière de Bretagne, dans l'église abbatiale Saint-Gildas
- Philippe II de Bourgogne (Dijon)
- Gisant en cuivre de Blanche de Champagne-Navarre, duchesse de Bretagne, à l'abbaye d'Hennebont, aujourd'hui au Louvre
- Gisant en marbre blanc de Jean Ier de Bourbon-La Marche et de Catherine de Vendôme comte et comtesse de la Marche de Vendôme et de Castres, à la collégiale Saint Georges du Château de Vendôme, aujourd'hui au musée de Vendôme.

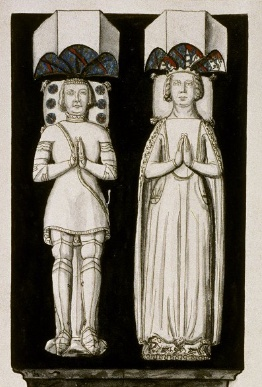
gisant de Catherine de Vendôme et Jean Ier de Bourbon-La Marche dans la collégiale Saint-Georges de Vendôme dans la collection Gaignières.

### XVesiècle
- Basilique de Saint-Denis :
  - Gisant de Bertrand du Guesclin, connétable de France ;
  - Gisant de Louis de Sancerre (1342-1402), connétable de France ;
- Josselin
  - Gisants en marbres blanc et noir d'Olivier V de Clisson (1336-1407), connétable de France, et de sa femme Marguerite de Rohan, dans l'église ;
- Léhon :
  - Gisant en granit attribué à Robert (?-1408) seigneur de Beaumanoir, à l'abbaye Saint-Magloire ;
- Trégomar
  - Gisant en granit attribué à Guillaume Le Voyer (?-1415), à l'église ;
- Goudelin
  - Gisant en granit de Beatrix Péan et sarcophage de son mari Guillaume de Goudelin (?-1420), vicomte de Pléhédel, dans l'église
- Loches :
  - Gisant sur le tombeau d'Agnès Sorel (1422-1450)
- Saint-Brieuc
  - Gisant en bois de Gilles de Bretagne (?-1450), à l'abbaye Notre-Dame de Boquen (Plénée-Jugon, Côtes-d'Armor), aujourd'hui au musée de Saint-Brieuc
- Tarascon :
  - Gisant en marbre blanc de Jean Cossa (1400-1476), en la crypte de la Collégiale Royale Sainte Marthe
- Tours
  - Gisant en marbre blanc de Charles-Orland (1495) et Charles (1496), dauphins et princes héritiers de Bretagne, dans la cathédrale
- Cathédrale de Roskilde (Danemark) :
  - Gisant de la reine du Danemark Marguerite Ire de Danemark (1353-1412), dans la cathédrale de Roskilde .

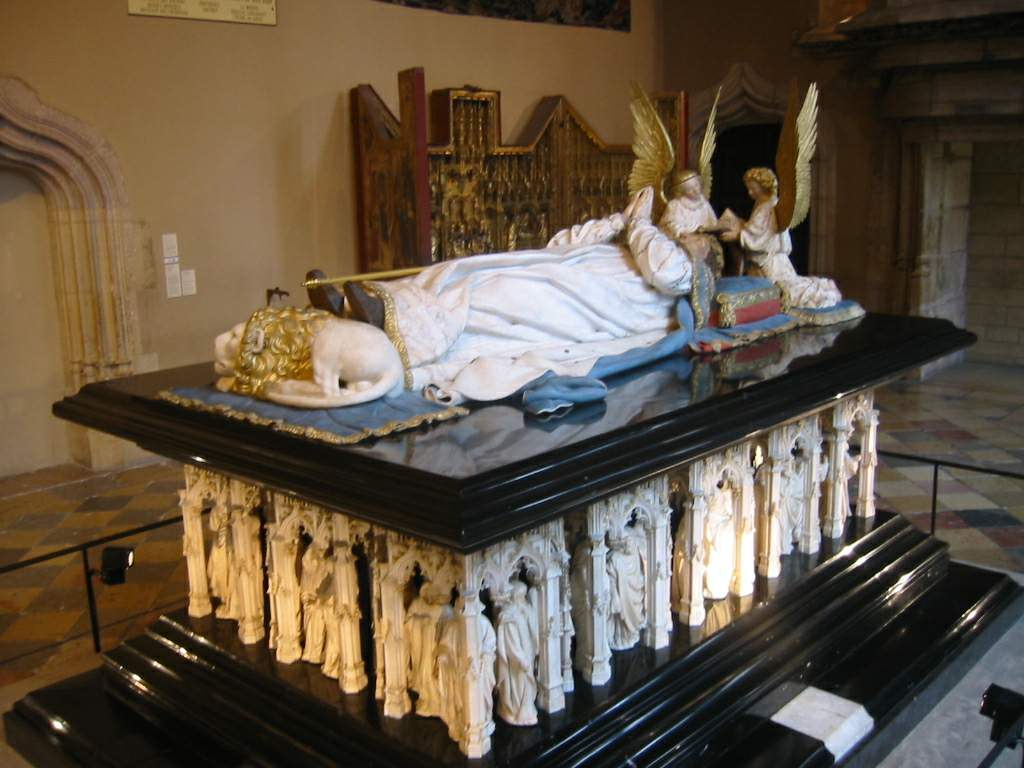
Tombeau et gisant de Philippe le Hardi au palais des ducs de Bourgogne.
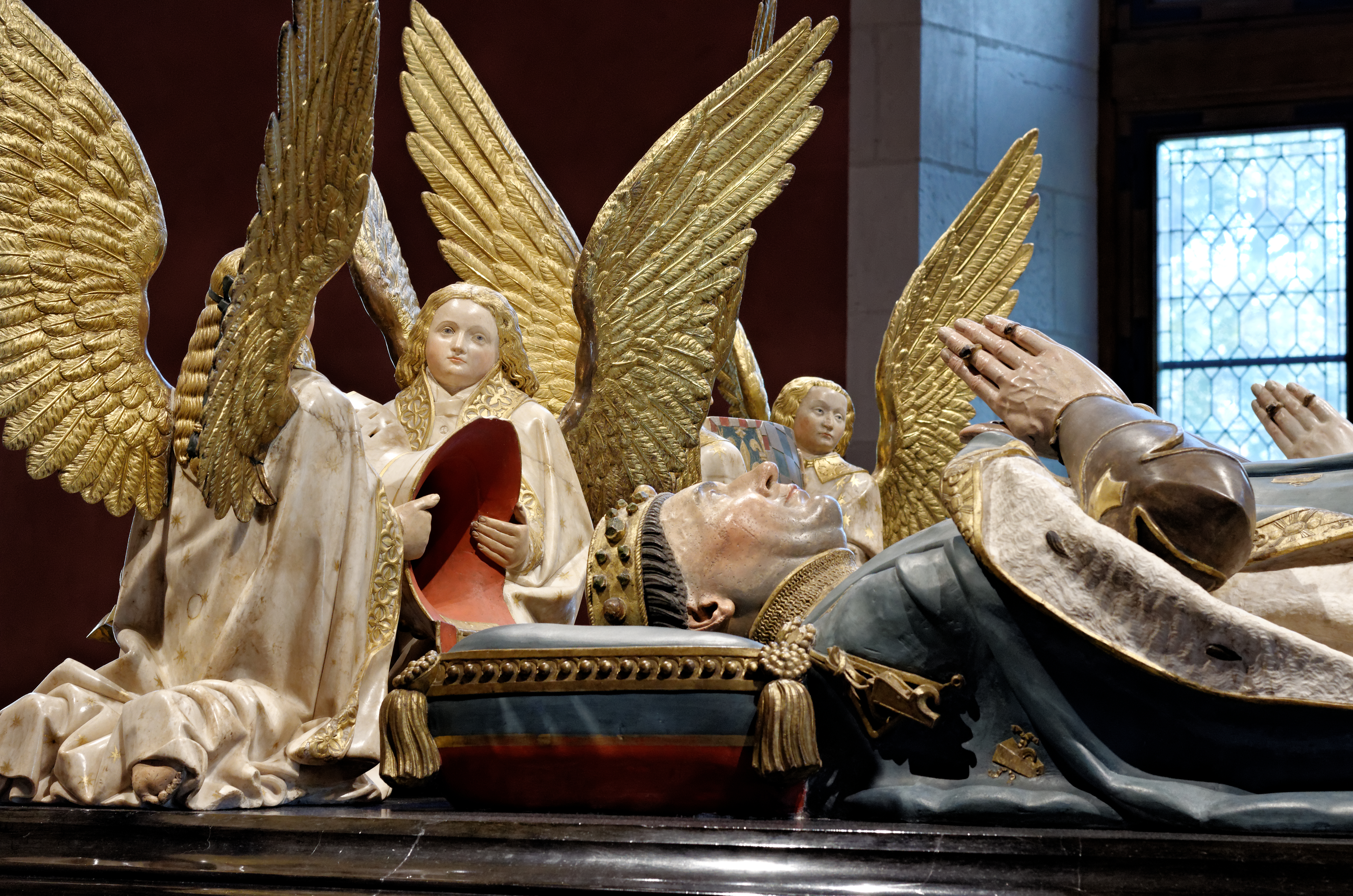
Gisant de Jean sans peur par Claus de Werve, Jean de la Huerta et Antoine Le Moiturier (palais des ducs de Bourgogne).
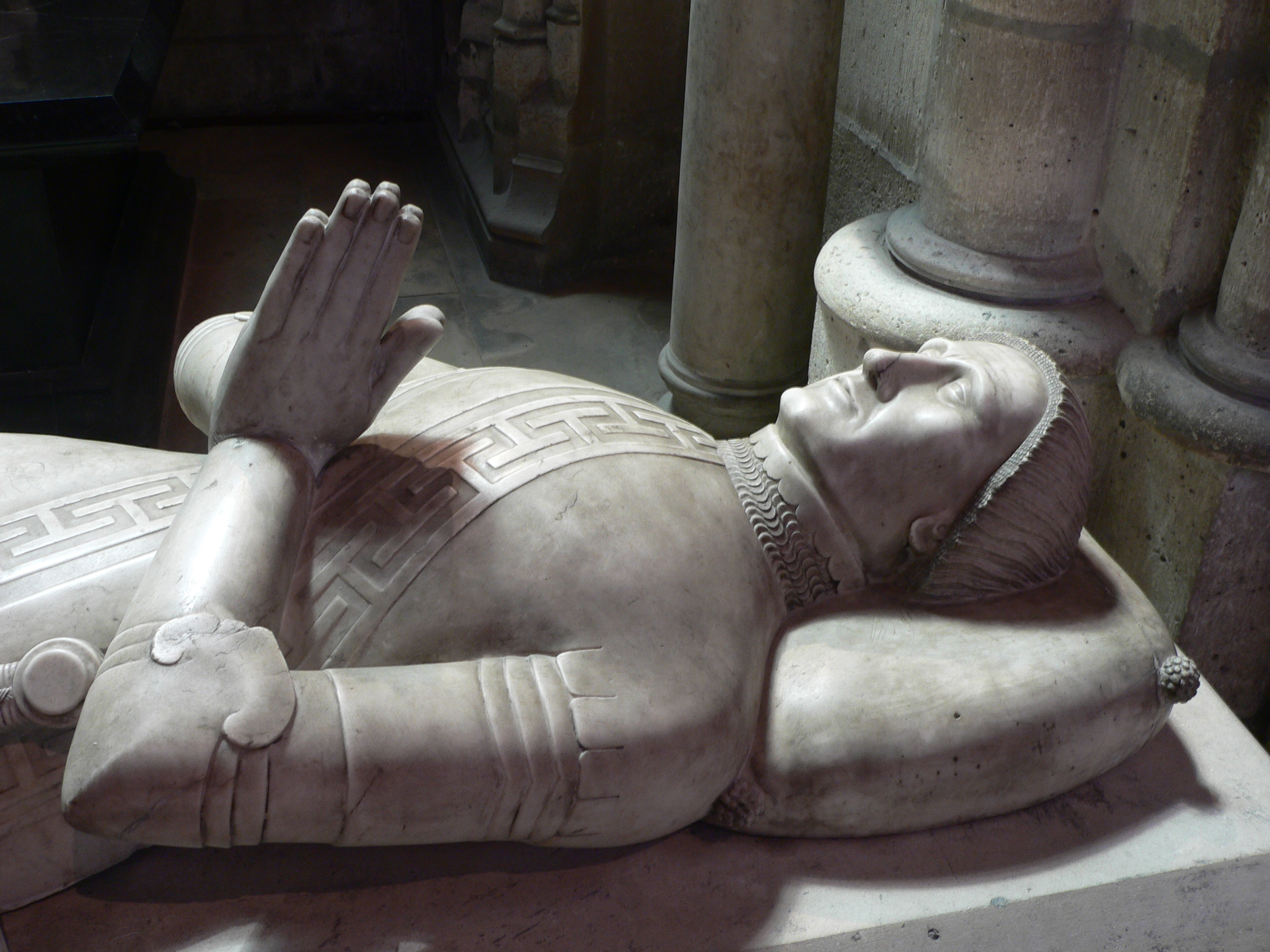
Gisant de Louis de Sancerre à la Basilique Saint-Denis
Gisant d'albâtre de Ralph Neville dans l'église de Staindrop (comté de Durham).
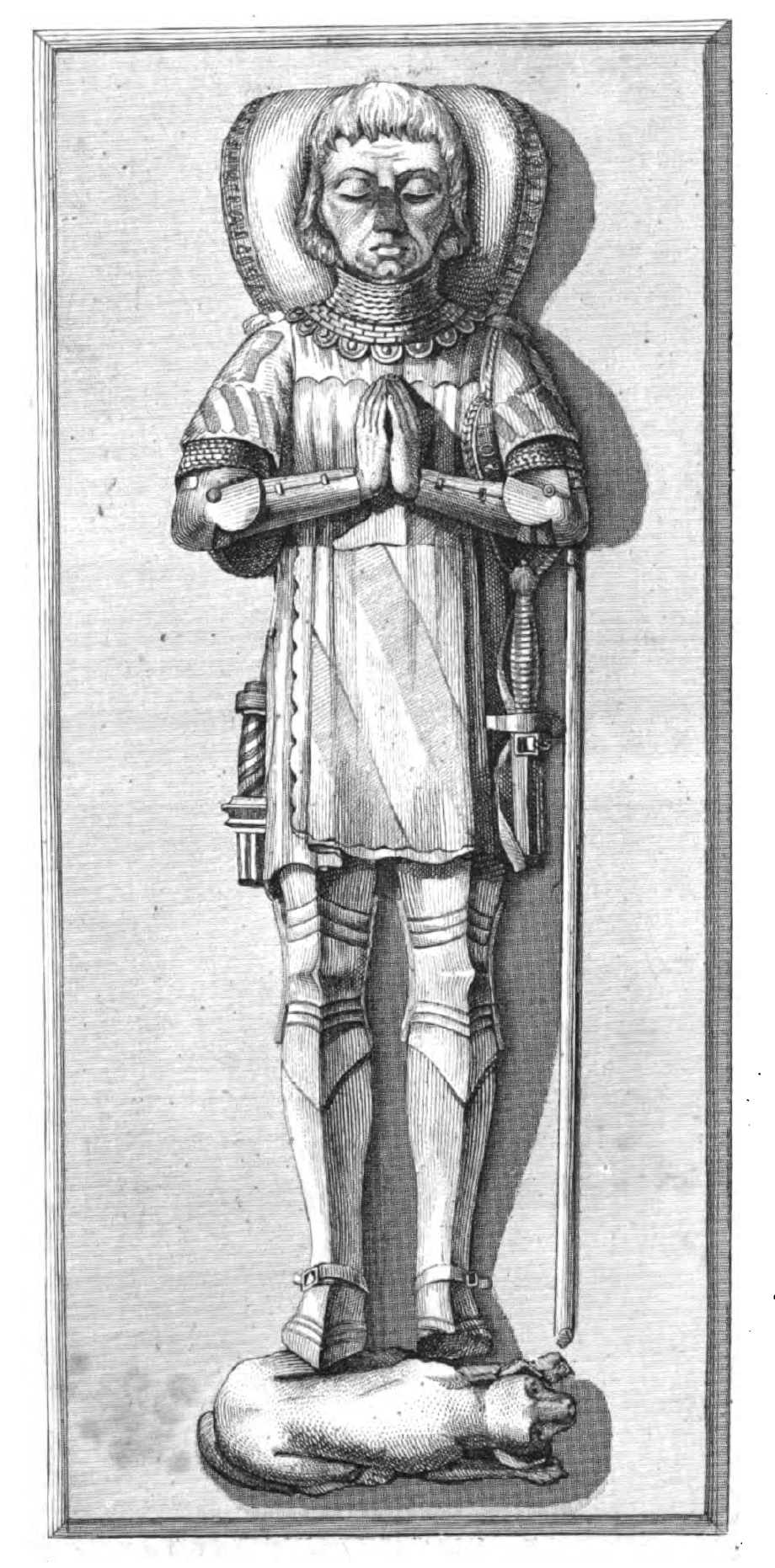
Gisant du tombeau de Jean Cossa.
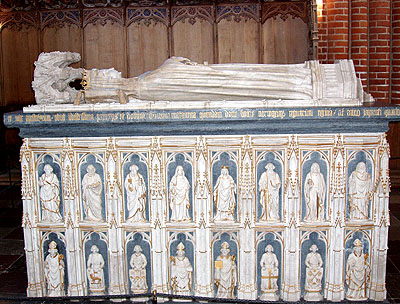
Gisant de la reine Marguerite Ire de Danemark.

### XVIesiècle

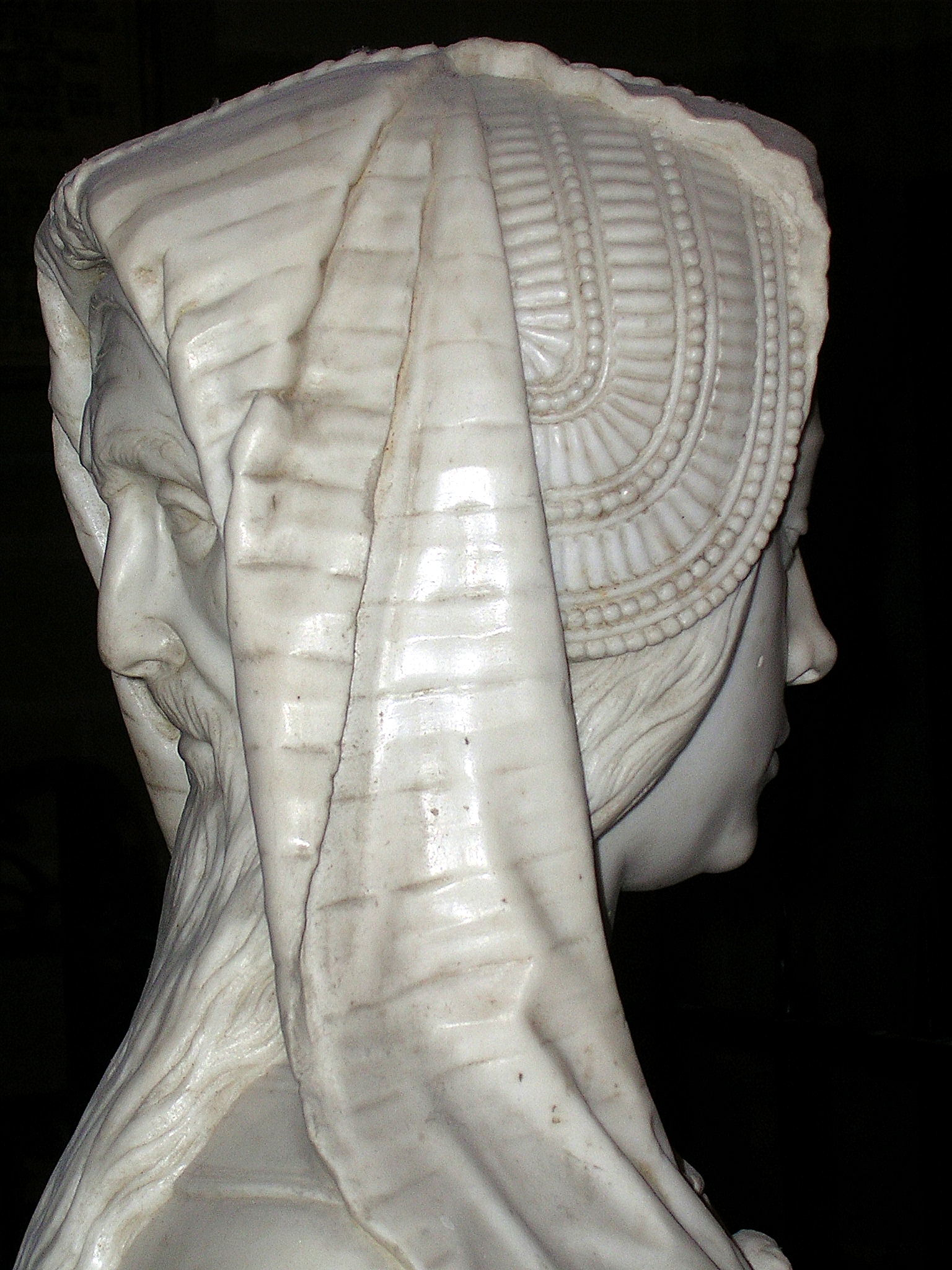
Le double visage de la Prudence, détail du tombeau de François II de Bretagne

- Tombeau de François II de Bretagne (1435-1488) et de sa femme Marguerite de Foix-Navarre, aujourd'hui dans la cathédrale de Nantes, réalisé en marbres blanc, noir et rouge, sculpté par Michel Colombe de 1502 à 1507
- Cinq gisants sculptés par Conrad Meit en marbre de Carrare: deux superposés de Philibert le Beau (1480-1504) sur son tombeau et deux de même manière de son épouse Marguerite d'Autriche (1480-1530) sur le sien, et un seul de sa mère Marguerite de Bourbon (1438-1483), dans l'église Saint-Nicolas-de-Tolentin de Brou
- Gisants en marbre de Jacque Guibé (?-1509), capitaine de Rennes et vice-amiral de Bretagne, aujourd'hui au musée de Bretagne à Rennes
- Gisants en marbre d'Anne de Bretagne (1477-1514), duchesse, reine de France et de Sicile, et de son mari Louis XII (1462-1515) dans la basilique de Saint-Denis, et leurs priants
- Gisants en kersanton de Philippe de Montauban (?-1514), chancelier de Bretagne, et de sa femme Anne du Chastellier dans l'église Saint-Armel de Ploërmel.
- Gisants en marbre de Claude de France (1499-1524), duchesse de Bretagne et reine de France, et de son mari François Ier (1494-1547) dans la basilique de Saint-Denis, et leurs transis et priants
- Gisant de George Talbot (1468-1538) et de ses deux épouses (chapelle des Shrewsbury dans la cathédrale de Sheffield).
- Gisant de Philippe Chabot (1492-1543), amiral de France, au Louvre
- Gisant de Jean III de Trazegnies et de son épouse Isabeau de Werchin (1550). Église Saint-Martin (Trazegnies) Belgique

### XVIIesiècle

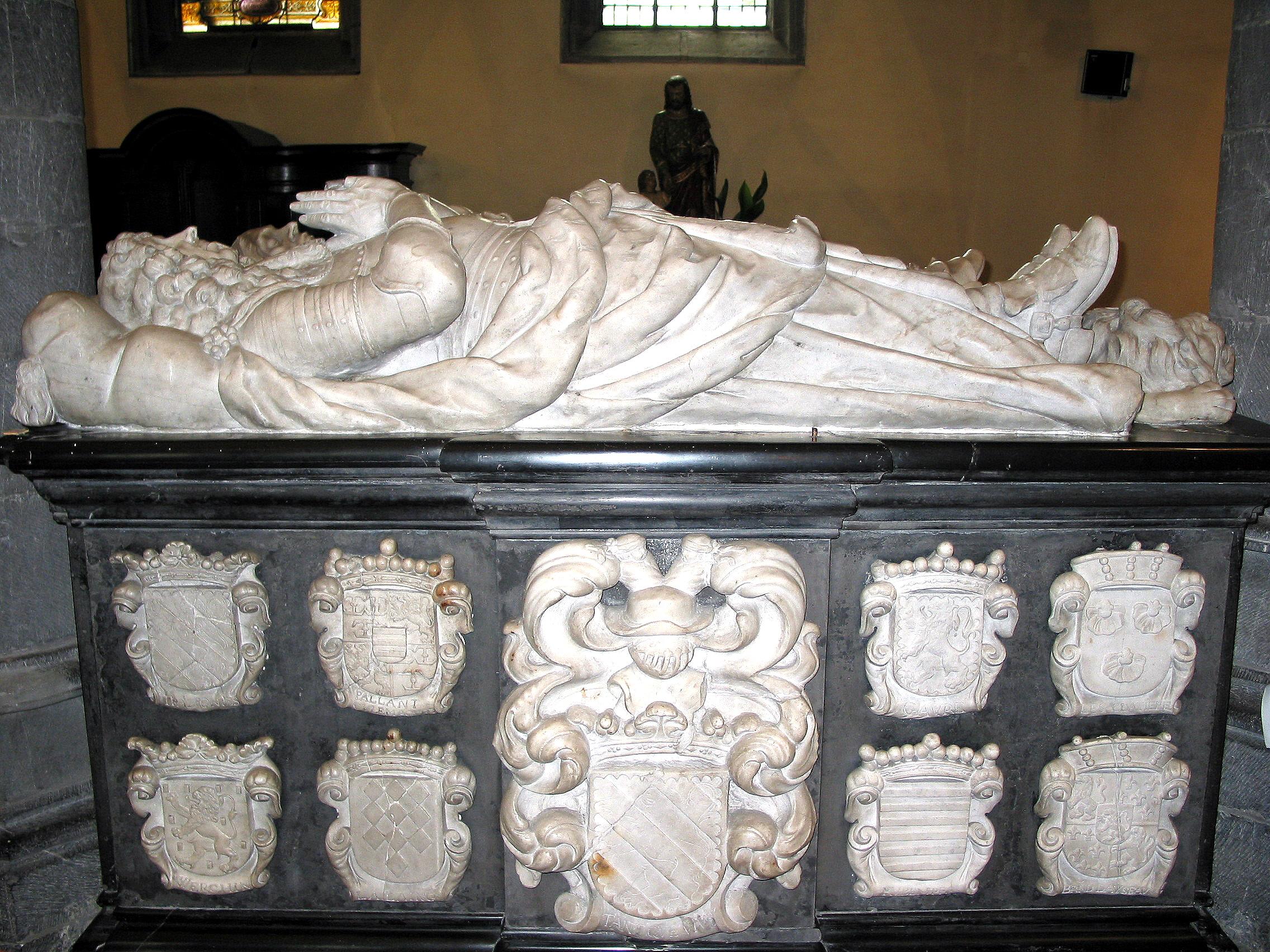
Gisant de Gillion-Othon de Trazegnies et de son épouse Jacqueline de Lalaing sculpté par Lucas Fayd'herbe (1669).

- Gisant en marbre noir de Theux de Conrard de Gavre (1602), prévôt de Saint-Martin, dans la basilique Saint-Martin de Liège
- Gisant de Gillion-Othon Ier de Trazegnies et de son épouse Jacqueline de Lalaing sculpté par Lucas Fayd'herbe (1669). Église Saint-Martin Belgique

### XVIIIesiècle
- Mise au tombeau de saint Thégonnec, dans la crypte de l'ossuaire de l'enclos paroissial de Saint-Thégonnec
- En 1753, réalisation par Giuseppe Sanmartino du Christ voilé conservé à la chapelle Sansevero de Naples, en Italie.

### XIXesiècle
- En 1891, la dépouille de Victor Noir, devenue un symbole républicain, est transférée au Père-Lachaise. Jules Dalou réalise son gisant, en bronze tel qu’il était juste après le coup de feu. La bouche est ouverte et les mains sont détendues.
- En 1893, le sculpteur nancéien Victor Huel père réalise le gisant de Simon Moycet (mort en 1520) pour la basilique de Saint-Nicolas-de-Port.
- En 1864, l’abbé Jean-Baptiste Gerin, curé de la cathédrale Notre-Dame de Grenoble pendant presque trente ans, appelé le « curé d'Ars de Grenoble »[14], son gisant est représenté sous un baldaquin en forme de chapelle à claire-voie. Il est depuis constamment fleuri.

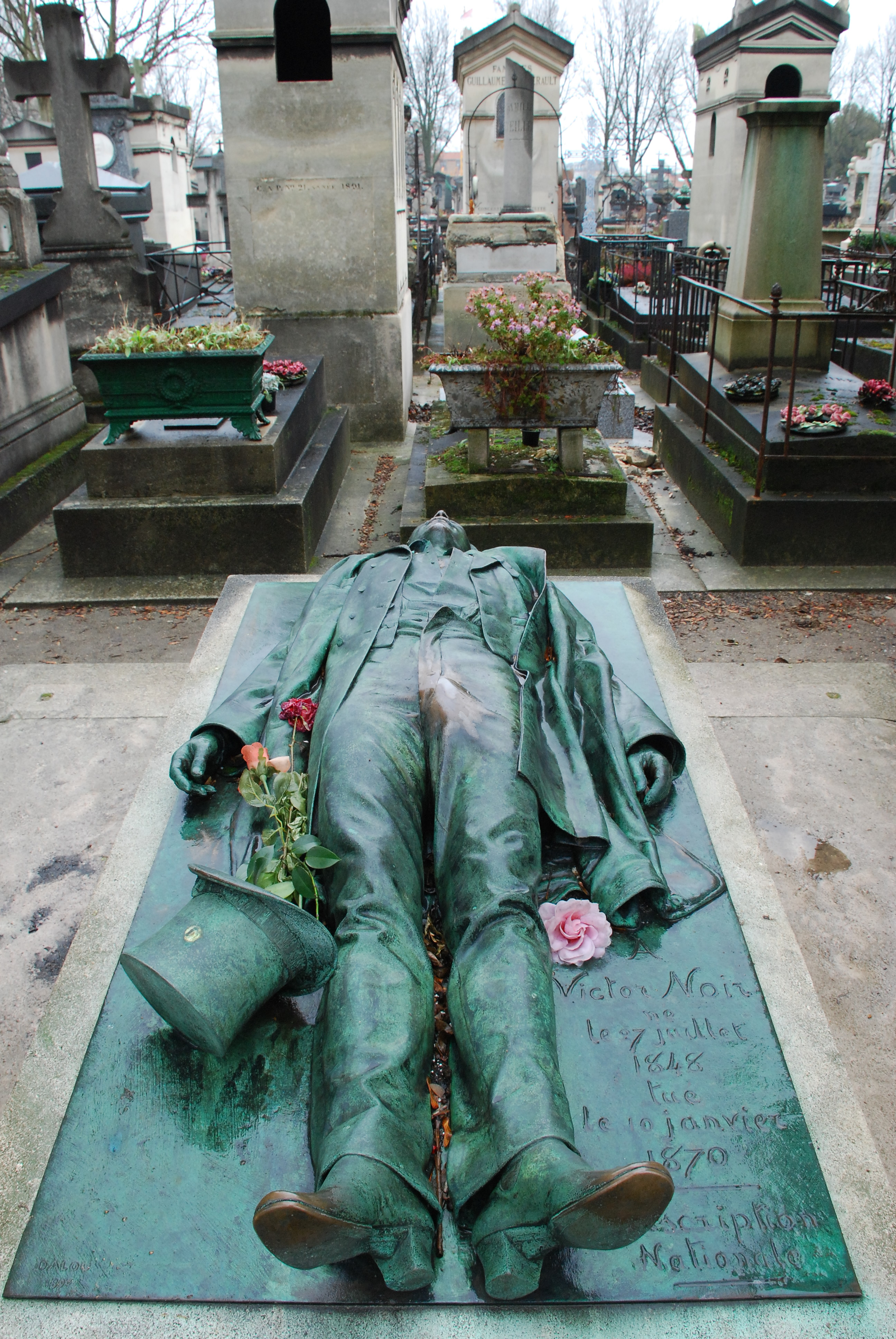
Gisant de Victor Noir par Jules Dalou (1891), cimetière du Père-Lachaise.
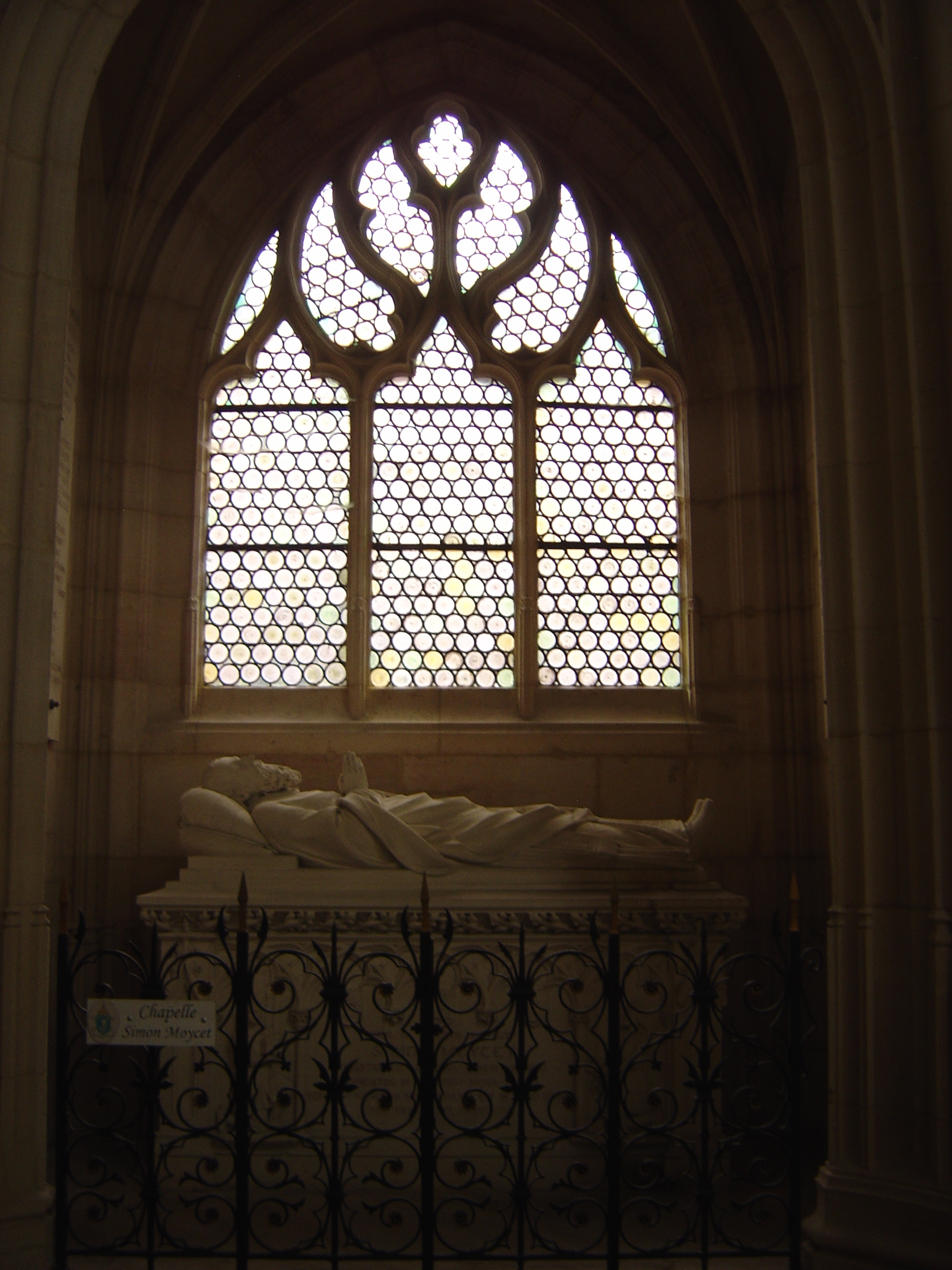
Gisant de Simon Moycet par Victor Huel père (1893), basilique de Saint-Nicolas-de-Port.
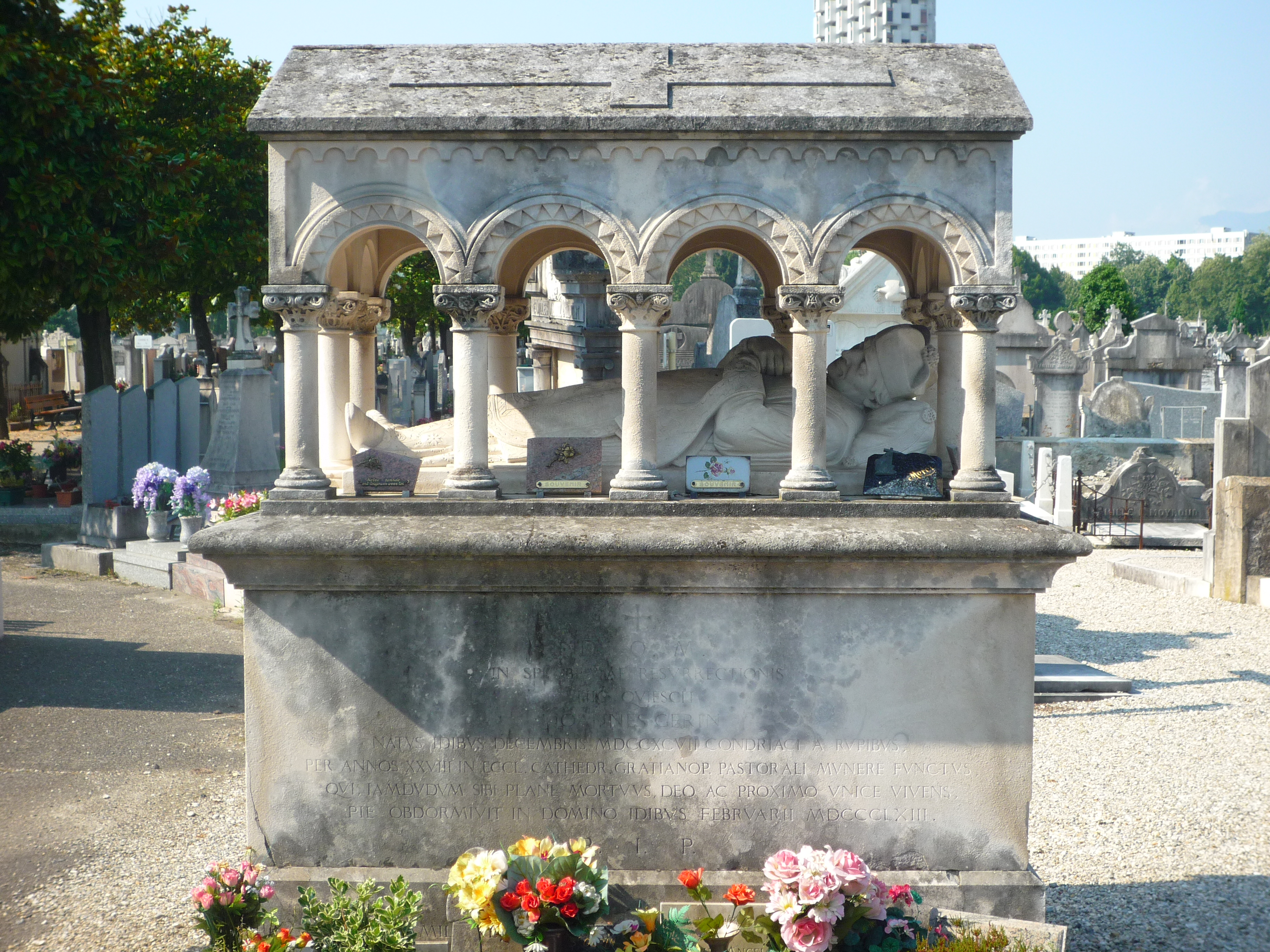
Gisant de l'abbé Gerin par Aimé Charles Irvoy (1864), cimetière Saint-Roch (Grenoble).

### XXesiècle
- Au XXe siècle, les gisants semblent ne rester l'apanage que de grands personnages, ou de princes. On peut notamment voir à Rome les gisants des papes Benoît XV (1922) et Pie XI (1939).

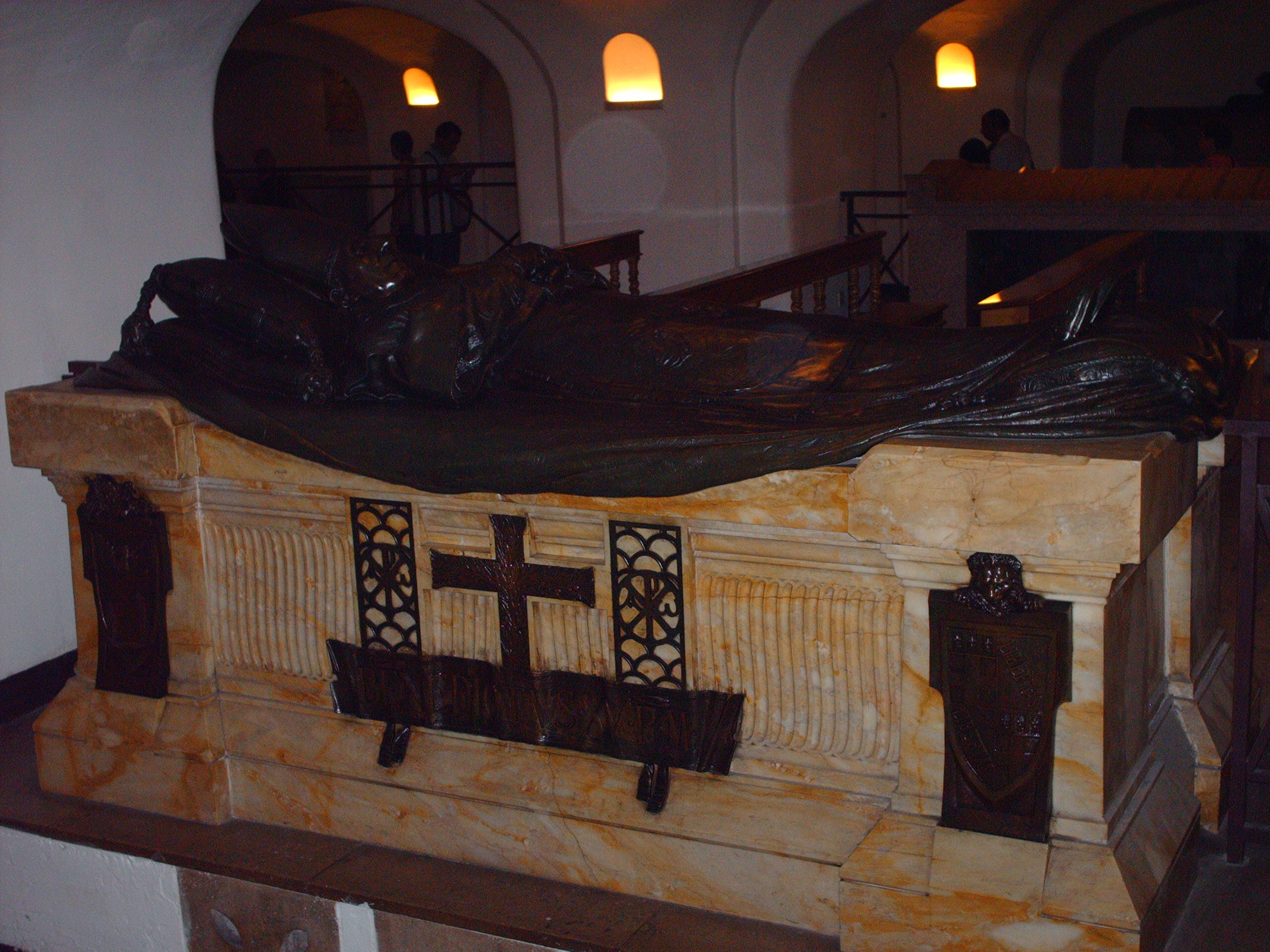
Le gisant de Benoît XV à Rome
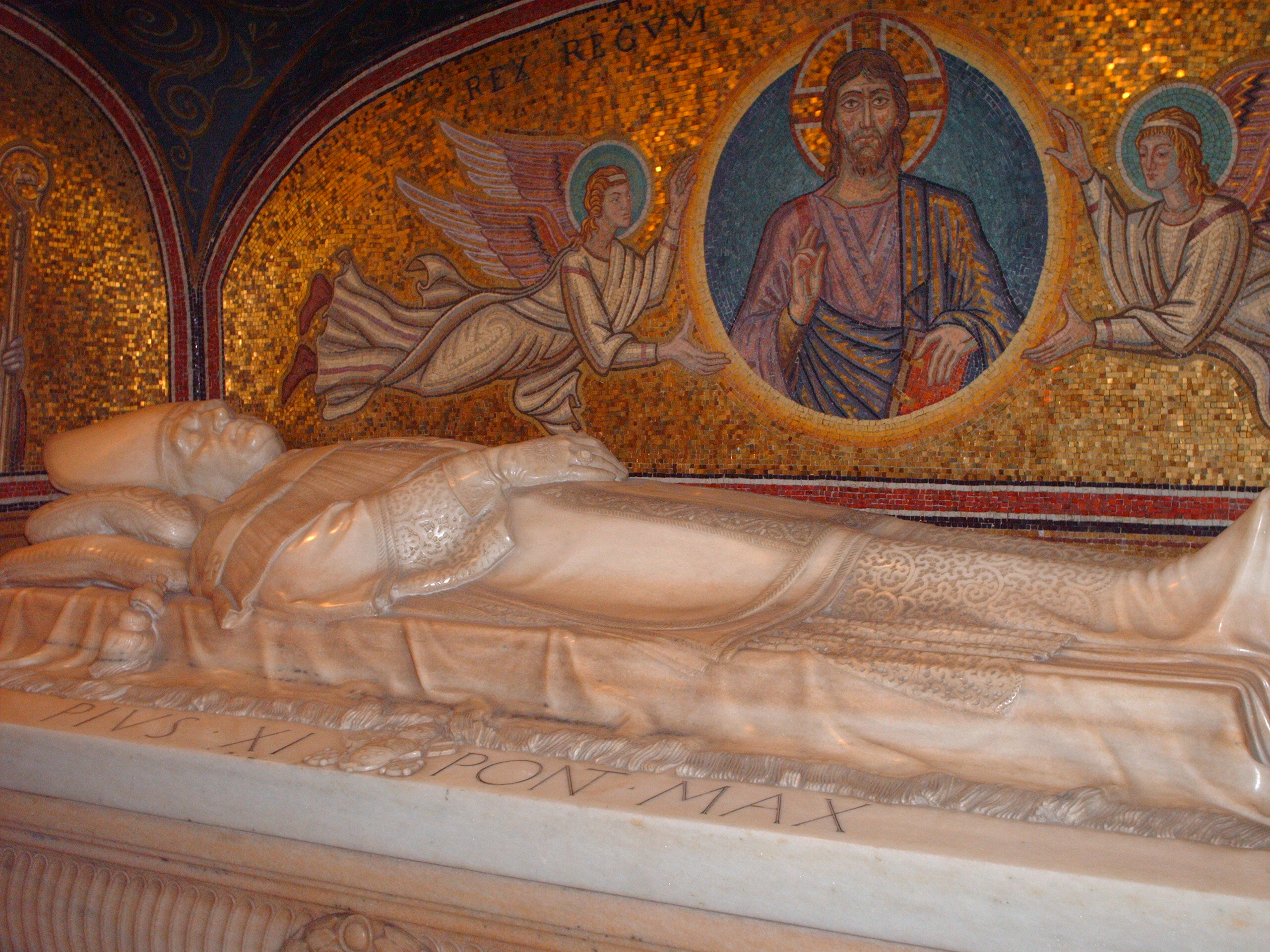
Le gisant de Pie XI à Rome
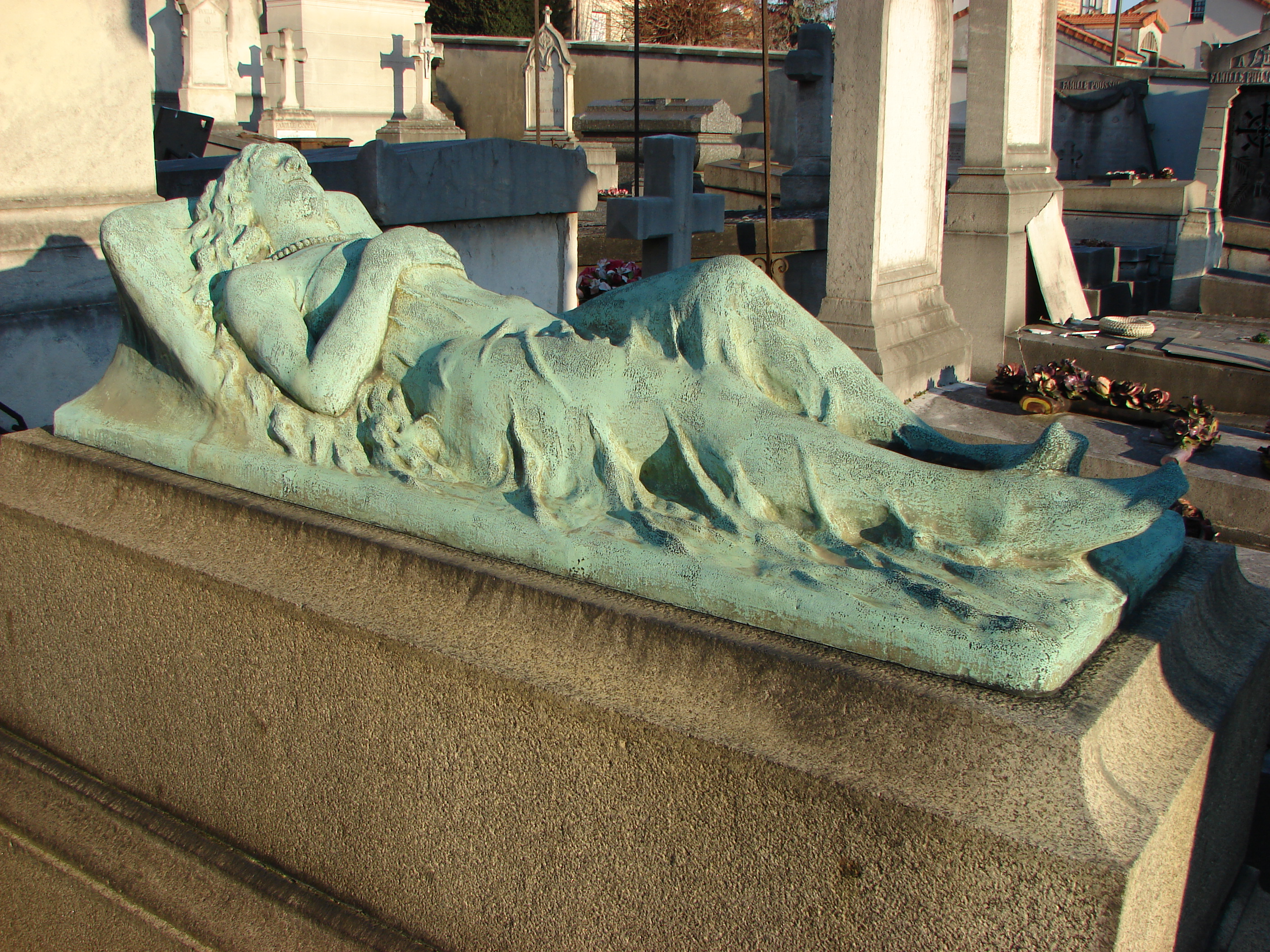
Gisante à Suresnes
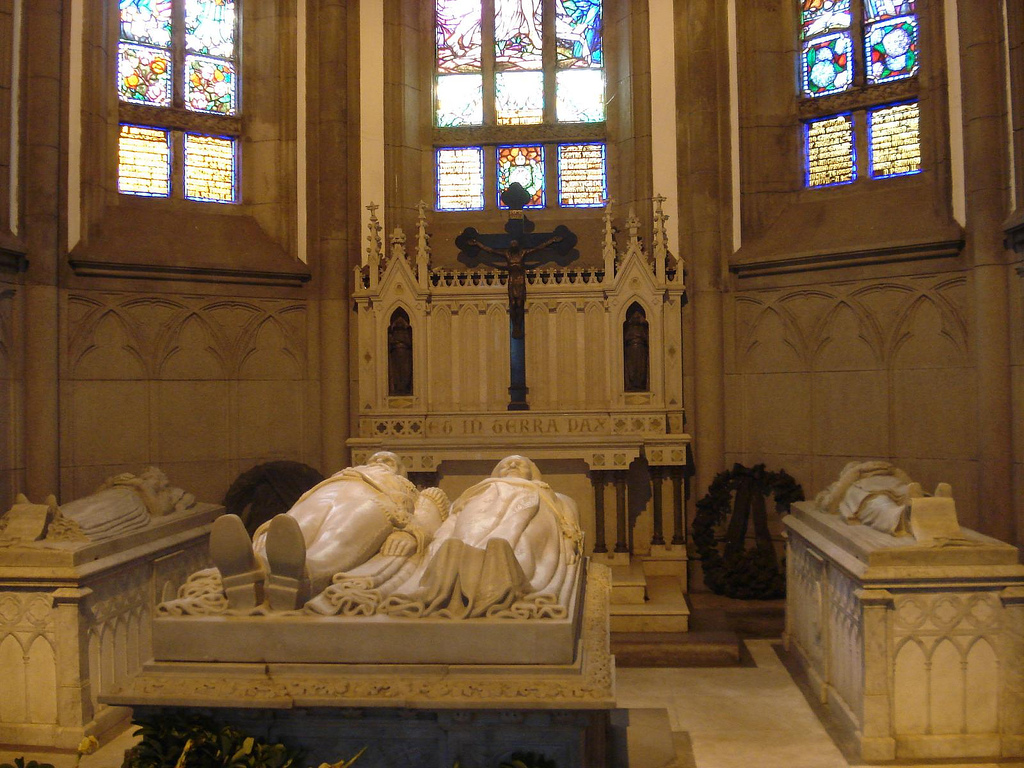
Gisants de l'empereur Pedro II du Brésil et sa famille dans la Cathédrale de Petrópolis, Brésil